# GUTi (Verkehrskonzept)

Logo des GUTi

GUTi ist die Abkürzung für „Gästeservice Umwelt-Ticket“. Mit diesem ist in verschiedenen Gemeinden des Bayerischen Waldes die Nutzung von Bus und Bahn mit Kurkarten kostenlos möglich. Es ist Teil des Nationalpark-Verkehrskonzept Bayerischer Wald.

## Entwicklung

Gemeinden die das GUTi (grün) bzw. die VLC-Gästekarte (gelb) eingeführt haben (Stand 1. Juli 2015)

Erste Bestrebungen um kostenlosen Bus- und Bahnverkehr gab es in den Gemeinden Spiegelau, Neuschönau und St. Oswald-Riedlhütte im Frühjahr 2009. Diese schlossen mit dem Busbetreiber RBO einen Vertrag, um ab Beginn der Sommersaison am 1. Mai 2009 die von ihnen ausgegebenen Kurkarten auch als Fahrscheine in den Igelbussen des Rachel-Lusen-Gebietes gelten zu lassen. Die Preise für die Kurkarten stiegen aus diesem Grund geringfügig. Spiegelau und St. Oswald-Riedlhütte hoben sie von 80 Cent auf 1,30 Euro an, Neuschönau von 55 Cent auf 1 Euro pro Tag.
Im Laufe des Jahres 2009 und Frühjahr 2010 entstand hieraus das sogenannte „Gästeservice-Umweltticket GUTi“. Je Tag werden 31 Cent der Kurtaxe in die Umlage abgeführt. 30 Cent fließen den Verkehrsunternehmen zu, ein Cent dem Nationalparkverkehrskonzept Bayerischer Wald. Ab dem 1. Mai 2010 galten die Kurkarten in den Kommunen Grafenau, Spiegelau, Schönberg, St. Oswald-Riedlhütte, Bayerisch Eisenstein, Frauenau, Neuschönau und Hohenau als Fahrschein im Tarifgebiet des Bayerwald-Tickets. Die Stadt Zwiesel führte diesen Service ab dem 1. Juni 2010 ein. Im Juli 2009 lehnte die Gemeinde Bodenmais die Einführung aus Kostengründen ab. Lindberg trat zum 1. August 2010 bei, Mauth zum 1. November 2010 und die Stadt Regen zum 1. Dezember 2010. Zunächst sollte ein Beitritt weiterer Gemeinden in der Pilotphase nach dem 1. Januar 2011 abgelehnt werden, um Vergleichsdaten für ein ganzes Jahr zu bekommen. Allerdings beschloss bereits Ende September 2010 die Gemeinde Lam, zum 1. Juli 2011 das GUTi einzuführen. Mit dieser Gemeinde trat erstmals ein Teil des Landkreises Cham bei. Damit ist der Geltungsbereich auch auf diesen Landkreis ausgedehnt worden.
Durch die Einführung des GUTi kam es im Mai 2010 zu einer Verdreifachung der Fahrgastzahlen im Vergleich zum Vorjahresmonat. Auf der Bahnstrecke Zwiesel–Grafenau stieg die Auslastung nach der Einführung des GUTis bei bestimmten Zügen auf 80 bis 100 %. Im Gegenzug ging der Verkauf des Bayerwald-Tickets um ein Drittel zurück.
Infolge dieser Entwicklung wurden die Verkehrszeiten der Winter-Igelbusse der Saison 2010/11 im Rachel-Lusen-Gebiet auf täglichem Betrieb von Dezember bis Mai ausgeweitet. Im Falkensteingebiet wurde das Fahrtenangebot verdichtet.
Zum 1. Januar 2011 führten die Gemeinden des Zweckverbandes Nationalparkgemeinden Bayerischer Wald mit Ausnahme von Freyung die sogenannte Nationalpark-Card ein. Diese baut auf das GUTi auf und vereinheitlicht die Leistungen der einzelnen Gästekarten in allen diesen Kommunen.
Ab dem 15. Januar 2011 wird auch in der Gemeinde Langdorf das GUTi-Ticket angeboten. Damit haben nun, mit einer Ausnahme, alle Gemeinden der Landkreise Regen und Freyung-Grafenau entlang der drei Waldbahnstrecken das GUTi-Ticket eingeführt.
Ende Mai 2011 unterzeichneten acht Gemeinden des Landkreises Cham eine Vereinbarung mit der Verkehrsgemeinschaft Landkreis Cham (VLC) zur Nutzung der Kurkarten als Fahrscheine. Seit 1. Juli 2011 können Feriengäste in Grafenwiesen, Hohenwarth, Lohberg, Miltach und Neukirchen beim Heiligen Blut mit ihrer Kurkarte im Landkreis Cham mit Bussen und Bahnen fahren. Seit 1. Januar 2012 ist das auch Urlaubern in Arrach und Blaibach möglich. Die Gemeinde Lam wählte aus ihrer geographischen Nähe zum Landkreis Regen eine Verbindung aus GUTi- und VLC-Ticket. Die Gäste dieser Gemeinde können seit 1. Juli 2011 in den Landkreisen Freyung-Grafenau, Regen und Cham kostenlos mit den öffentlichen Verkehrsmitteln fahren.
Durch den Beitritt der Gemeinde Lam am 1. Juli 2011 erweiterte sich der Gültigkeitsbereichs des GUTi auf den Landkreis Cham. Die Kurkarten der Gemeinde Lam und der in den Landkreisen Freyung-Grafenau und Regen gelegenen GUTi-Gemeinden ist somit in den drei Landkreisen in Bus und Bahn sowie bis Bodenwöhr und Schwandorf im Zugverkehr gültig.
Insgesamt haben sich damit bis ein Jahr nach Einführung des GUTi-Tickets 22 der 88 Gemeinden aus den Landkreisen Cham, Freyung-Grafenau und Regen dem System angeschlossen.
Ende Juni 2012 stimmte die Stadt Waldkirchen für die Mitgliedschaft beim GUTi-System zum 1. Januar 2013. Wie bereits beim Beitritt von Lam an der nördlichen Grenze des Bayerwald-Tickets wurde auch hier gefordert, die Gültigkeit des GUTi-Tickets zu erweitern. So kamen in der Diskussion des Stadtrates Stimmen auf, die eine Erweiterung auf den nördlichen Landkreis Passau forderten.
Die Kreisstadt Freyung lehnte Ende März 2013 den Beitritt zum GUTi zum zweiten Mal ab und führte stattdessen eine Gratisfahrmöglichkeit für Feriengäste zwischen Freyung und Ringelai ein.
Auf manchen Linien machen GUTi-Fahrgäste den größten Teil der Fahrgäste aus. So gab die Gemeinde Mauth bekannt, dass von den insgesamt 26.865 Fahrgästen auf der Finsterau-Igelbus-Linie 83 Prozent das GUTi-Ticket nutzen.
Die Gemeinde Rimbach nimmt seit 1. Juli 2014 an der VLC-Gästekarte im Rahmen der Gästekarte Kötztinger Land teil.
Im November 2014 wurde der Vertrag zwischen der Verkehrsgemeinschaft, dem Landkreis und den 15 Mitgliedsgemeinden bis 2016 verlängert und Arnschwang, Stamsried und Chamerau traten zum 1. Januar 2015 der VLC-Gästekarte bei. Der.
Zum 1. August 2014 trat Kirchdorf im Wald dem GUTi-Ticket bei. Arnbruck, Bischofsmais, Drachselsried sind zum 1. Dezember 2014 beigetreten. Der Gemeinderat Arnbruck sprach sich im August 2014 einstimmig für die Einführung des Tickets aus. Dies soll nach Zustimmung durch die örtliche Vermieterversammlung erfolgen. Die Gemeinde Bodenmais trat 2014 erneut in Verhandlungen um die Einführung des GUTi ein. Jedoch sieht man weiterhin nicht zu einer Übernahme der dafür nötigen 250.000 Euro pro Jahr in der Lage. Das wird jedoch nötig, da die Gemeinde den Kurbeitrag nicht erhöhen will. Im Landkreis Freyung-Grafenau beschloss die Gemeinde Eppenschlag im Dezember 2014, das GUTi im Laufe des Jahres 2015 einzuführen.
Ende Juli 2015 beschloss der Marktrat von Bodenmais zum 1. Dezember 2015 dem GUTi-System beizutreten.
Die Stadt Viechtach folgte am 1. Dezember 2016. Der Nachbarort Kollnburg stimmte Mitte April 2017 für das GUTi zum 1. Januar 2018. Die Gemeinde Geiersthal stimmte Anfang August 2017 für eine Einführung des Tickets, welche ebenfalls zum 1. Januar 2018 vollzogen wurde.

## Geltungsbereich
Der Geltungsbereich entspricht heute dem des Bayerwald-Tickets und dem Tarifgebiet der Verkehrsgemeinschaft Landkreis Cham (VLC). Dieses umfasst die Landkreise Regen, Freyung-Grafenau und Cham. Darüber hinaus werden die Tickets bei Zugfahrten nach Bodenwöhr und Schwandorf anerkannt. Nach Tschechien ist das Ticket in Busverbindungen des Unternehmens Ostbayernbus aus den Landkreisen Regen und Cham und in den Zügen der Waldbahn bis Špičák gültig.
Zwischen Mai und August 2010 wurde das Ticket nicht in Tschechien anerkannt. Erst Nachverhandlungen mit der Tschechischen Bahn führten zur grenzüberschreitenden Gültigkeit seit dem 1. September 2010. 
Zum 1. Juli 2011 erweiterte sich das Tarifgebiet durch Beitritt der Gemeinde Lam auf den VLC.
Ab dem 28. April 2012 wurde auch die Bahnstrecke Röhrnbach–Freyung (Ilztalbahn) einbezogen. Seit dem 27. April 2013 gibt es auf der Strecke Röhrnbach–Passau für GUTi- und Bayerwald-Ticket-Fahrgäste eine ermäßigte Rückfahrkarte in den Zügen und den parallelen RBO-Bussen.
Seit dem 12. September 2016 gilt das GUTi auch auf der Waldbahnstrecke WBA 4 Gotteszell–Viechtach, die zwei Jahre lang stündlich im Probebetrieb befahren wird. 
Explizit nicht gültig ist das Ticket auf dem Streckenabschnitt Gotteszell–Plattling, der im Landkreis Deggendorf liegt. Eine dem „Bayerwald-Ticket Plus“ entsprechende Variante, welche diese enthalten würde, ist beim GUTi nicht erhältlich. Somit müssen hier Fahrkarten zum Nahverkehrstarif der Deutschen Bahn oder ein auch in Deggendorfer Stadtbussen gültiges Anschlussticket gelöst werden. Das Anschlussticket der Waldbahn für die vorgenannte Strecke kostet 7,50 Euro.

## Umlage
Die Einnahmen des GUTi fließen zusammen mit den Einnahmen des Bayerwald-Tickets in einen gemeinsamen Topf. Diese werden dann je nach gefahrenen Fahrzeugkilometern unter den Unternehmen der Tarifgemeinschaft aufgeteilt.
Im Jahr 2016 wurden insgesamt 765.851,84 Euro (entspricht ca. 2,5 Mio. Übernachtungen) an die Teilnehmergemeinschaft eingezahlt.

## Ausstellung des Tickets
Grundlage für die Ausstellung des Tickets ist ein elektronisches Meldewesen. Vermieter, die daran angeschlossen sind, können ihren Gästen das Ticket vor Ort ausdrucken. Als Sicherheitsmerkmal wird für jeden Gast ein individueller Strichcode auf das Ticket gedruckt. Für Gäste, die bei Vermietern übernachten, die nicht an das elektronische Meldewesen der Gemeinde angeschlossen sind, wird das Ticket bei den örtlichen Touristinfos ausgestellt.

## Teilnehmende Gemeinden
- Neuschönau (seit 1. Mai 2009 Igelbus, seit 1. Mai 2010 GUTi)
- Sankt Oswald-Riedlhütte (seit 1. Mai 2009 Igelbus, seit 1. Mai 2010 GUTi)
- Spiegelau (seit 1. Mai 2009 Igelbus, seit 1. Mai 2010 GUTi)
- Bayerisch Eisenstein (seit 1. Mai 2010)
- Frauenau (seit 1. Mai 2010)
- Grafenau (seit 1. Mai 2010)
- Hohenau (seit 1. Mai 2010)
- Schönberg (seit 1. Mai 2010)
- Zwiesel (seit 1. Juni 2010)
- Lindberg (seit 1. August 2010)
- Mauth (seit 1. Dezember 2010)
- Regen (seit 1. Dezember 2010)
- Langdorf (seit 15. Januar 2011)
- Lam (seit 1. Juli 2011)
- Grafenwiesen (seit 1. Juli 2011, nur VLC)
- Hohenwarth (seit 1. Juli 2011, nur VLC)
- Lohberg (seit 1. Juli 2011, nur VLC)
- Miltach (seit 1. Juli 2011, nur VLC)
- Neukirchen Hl. Blut (seit 1. Juli 2011, nur VLC)
- Arrach (seit 1. Januar 2012, nur VLC)
- Blaibach (seit 1. Januar 2012, nur VLC)
- Waldmünchen (seit 1. Februar 2012, nur VLC)
- Bad Kötzting (nur VLC)[31]
- Zandt (nur VLC)
- Waldkirchen (seit 1. Januar 2013)
- Rimbach (Oberpfalz) (seit 1. Juli 2014, nur VLC)
- Kirchdorf im Wald (seit 1. August 2014)
- Arnbruck (seit 1. Dezember 2014)
- Bischofsmais (seit 1. Dezember 2014)
- Drachselsried (seit 1. Dezember 2014)
- Arnschwang (seit 1. Januar 2015, nur VLC)
- Stamsried (seit 1. Januar 2015, nur VLC)
- Chamerau (seit 1. Januar 2015, nur VLC)
- Eppenschlag (seit 2015)
- Philippsreut (seit 1. Juli 2015)
- Bodenmais (seit 1. Dezember 2015)
- Viechtach (seit 1. Dezember 2016)
- Kollnburg (seit 1. Januar 2018)
- Geiersthal (seit 1. Januar 2018)

Die Kurkarten der teilnehmenden Gemeinden haben verschiedene Gültigkeitsbereiche. Vom 1. Mai 2010 bis 30. Juni 2011 hatten die GUTi-Tickets den Geltungsbereich des Bayerwald-Tickets, seit 1. Juli 2011 den des Bayerwald-Tickets und der Verkehrsgemeinschaft Landkreis Cham (VLC). Ist bei Gemeinden „nur VLC“ angegeben, so gelten diese nur bei der VLC als Fahrschein.

## Ziele
Feriengäste sollen durch den kostenlosen öffentlichen Nahverkehr an die Region Bayerischer Wald gebunden werden und ihr Verkehrsverhalten innerhalb der Naturparke und des Nationalparks umweltfreundlicher gestalten. Die Betreiber des öffentlichen Nahverkehrs versprechen sich dadurch eine gesicherte finanzielle Basis. Von Seiten der Gemeinden besteht die Hoffnung, dass sich die Meldemoral steigert und sich mehr Vermieter an das elektronische Meldewesen anschließen. Die Vermieter wünschen ferner eine Steigerung der Attraktivität durch den ermöglichten größeren Aktionsradius ihrer Kunden.

## Übernachtungszahlen
Ein zentraler Aspekt, der in den Diskussionen um die Einführung des GUTis in Gemeinden geführt wurde, ist die Steigerung der Übernachtungszahlen. Nach den Zahlen des statistischen Landesamtes entwickelten sich die Übernachtungszahlen in den teilnehmenden Gemeinden im Vergleich zu den Vorjahreszahlen in den ersten fünf Monaten positiv. Es waren 3.320 mehr Gäste von Mai bis September 2010 zu verzeichnen. In den Landkreisen Freyung-Grafenau und Regen gingen im Vergleichszeitraum die Übernachtungszahlen um 42.101 zurück. Somit entwickelten sich die Zahlen in den teilnehmenden Gemeinden um 4,0 % besser als in den nichtteilnehmenden Gemeinden der beiden Landkreise. Der Anteil der Übernachtungen in GUTi-Gemeinden an den gesamten Übernachtungen der beiden Landkreise betrug 28,8 %, gegenüber 28,0 % im Vorjahr. Im Jahr 2012 wurden 39,7 % aller Übernachtungen in den Landkreisen Freyung-Grafenau und Regen in Gemeinden getätigt, die das GUTi-Ticket anboten.

## Bürger-GUTi
In mehreren Gemeinden wurde diskutiert, ein dem GUTi vergleichbares Angebot für Einheimische, also einen sogenannten Fahrscheinlosen ÖPNV einzurichten. Der Ortsverband Zwiesel von Bündnis 90/Die Grünen setzte sich Mitte März 2012 dafür ein, auch für Einwohner ein vergünstigtes ÖPNV-Angebot zu schaffen. Auch die Gemeinden Lam und Arrach plädierten Anfang November 2012, ein Jahr nach der Einführung der Karte im Landkreis Cham, für ein vergünstigtes ÖPNV-Angebot für Bürger der Orte. Anfang Juni 2013 lehnte der Stadtrat in Grafenau einen ähnlichen Antrag ab. In der Stadt Zwiesel gab es im März 2014 den Vorschlag, ein entsprechendes Ticket für Senioren einzuführen.

## Sonstiges
- Das Akronym GUTi ist eine Anlehnung an das bairische Wort für Bonbon.
- Ein ähnliches Konzept ist KONUS im Schwarzwald sowie das Gäste-Ticket im Landkreis Cochem-Zell[36] und das HATIX im Harz.